# Roiffé
Roiffé település Franciaországban, Vienne megyében. Lakosainak száma 748 fő (2022. január 1.). Roiffé Fontevraud-l’Abbaye, Couziers, Lerné, Bournand, Raslay, Saix és Les Trois-Moutiers községekkel határos.

## Népesség
A település népessége az elmúlt években az alábbi módon változott:
| Lakosok száma | 726  | 754  | 766  | 759  | 756  | 753  | 750  | 747  | 748  |
|               | 2013 | 2015 | 2016 | 2017 | 2018 | 2019 | 2020 | 2021 | 2022 |